# Otto Bayer
Otto Bayer (Fráncfort del Meno, 4 de noviembre de 1902 - Burscheid, 1 de agosto de 1982) fue un químico alemán que hizo importantes contribuciones a la tecnología química. Es famoso por su descubrimiento del poliuretano.

## Biografía
Estudió química, doctorándose en 1924, en la Universidad de Fráncfort del Meno con Julius von Braun. Durante su periodo en Fráncfort fue miembro del club de gimnasia de Estrasburgo Cheruscia del CC de Munich. Fue miembro del Studentenverbindung Alania Bonn.
En 1927 se unió a IG Farben, que tenía una planta química en Fráncfort, y desde 1933 ocupó cargos en su área de investigación. Pese a su apellido, Otto Bayer no tenía relación con Friedrich Bayer, el fundador de Bayer AG. Bayer a su vez había sido una de las empresas antecesoras de IG Farben.
En 1937 Otto Bayer descubrió la poliadición, permitiendo la síntesis de poliuretano a partir de polisiocianato y poliol. El poliuretano se convirtió desde 1951 en un material de alto uso en ingeniería y en una importante línea de negocio de la división de materiales de Bayer (antecesora del negocio de poliuretano de Covestro). Posteriormente Bayer descubrió una forma de sintetizar directamente acrilonitrilo para la producción de fibra de poliacrilonitrilo.
En la década de 1950 pasó a ser parte del comité de supervisión de Casella, alcanzando el mismo estatus en Bayer en 1963.
En 1960 recibió el Anillo Werner von Siemens, junto a Walter Reppe y Karl Ziegler, por su trabajo en el campo de la síntesis de polímeros y por el desarrollo de nuevos materiales técnicos (poliuretanos). En 1960 recibió la Placa Carl Duisberg y en 1975 la Medalla Charles Goodyear de la American Chemical Society.
En su testamento, Otto Bayer organizó Fundación Otto Bayer, que ha otorgado regularmente el Premio Otto Bayer desde 1984.